# Чартофф, Мелани
Ме́лани Ча́ртофф (англ. Melanie Chartoff; 15 декабря 1948, Нью-Хейвен, Коннектикут, США) — американская актриса

, режиссёр и продюсер.

## Биография и карьера
Мелани Чартофф родилась 15 декабря 1948 года в Нью-Хейвене (штат Коннектикут, США). Она окончила Уэст-Хейвенскую среднюю школу и Университет Адельфи, где получила степень бакалавра в области искусств.
Она стала известна своей комедийной работой в сериале «Пятницы» на ABC (1980—182), а в 1990-х годах снималась в ситкоме «Паркер Льюис не теряется» на Fox.
В 1991 году Чартофф и его коллега-актёр Майкл Белл придумали и запатентовал Graway Rotating Drain, устройство для повторного использования воды.
В 2006 году сыграла Салли в телесериале «Отчаянные домохозяйки».
Она озвучивала Диди Пиклз и Бабушку Минку в мультсериалах «Ох уж эти детки!» и «Детки подросли», соответственно.
С 5 июля 2013 года Мелани замужем за психологом Стэном Фридманом.

## Избранная фильмография
| Год       |    | Русское название            | Оригинальное название             | Роль                  |
| --------- | -- | --------------------------- | --------------------------------- | --------------------- |
| 1976      | с  | В поисках завтрашнего дня   | Search for Tomorrow               | Медсестра Нэнси Крейг |
| 1985      | с  | Сент-Элсвер                 | St. Elswhere                      | Кейт Ларсон           |
| 1986      | с  | Лодка любви                 | The Love Boat                     | Бетти Белл            |
| 1986      | мс | Фресно                      | Fresno                            | Дезири ДеМорнэй       |
| 1988      | с  | Умник                       | Wiseguy                           | Лилла Уорфилд         |
| 1989      | мс | Супершоу супербратьев Марио | The Super Mario Bros. Super Show! | Тони Тайлер           |
| 1990—2005 | мс | Ох, уж эти детки!           | Rugrats                           | Диди Пиклз            |
| 1993      | с  | Женаты… с детьми            | Married… with Children            | Адвокат Лори Даймонд  |
| 1994—1998 | с  | Сайнфелд                    | Seinfeld                          | Робин                 |
| 1996—1998 | с  | Чудеса науки                | Weird Science                     | Марша Доннелли        |
| 1997—1998 | мс | Джуманджи                   | Jumanji                           | Тётя Нора Шеперд      |
| 1998      | мф | Карапузы                    | The Rugrats Movie                 | Диди Пиклз / Минка    |
| 1998      | с  | Элли Макбил                 | Ally McBeal                       | Джоанн Пул            |
| 2000      | с  | Прикосновение ангела        | Touched by an Angel               | Конни Бургер          |
| 2001      | с  | Военно-юридическая служба   | JAG                               | Сенатор Энн Пик       |
| 2002      | мс | Проект Зета                 | The Zeta Project                  | Ведущий учёный        |
| 2005      | с  | Нетакая                     | Unfabulous                        | Учитель здоровья      |
| 2006      | с  | Отчаянные домохозяйки       | Desperate Housewives              | Салли                 |